# Condaminea elegans
Condaminea elegans är en måreväxtart som beskrevs av Piero G. Delprete. Condaminea elegans ingår i släktet Condaminea och familjen måreväxter. Inga underarter finns listade i Catalogue of Life.